# Azeffoun
Azeffoun (în arabă أزفون) este o comună din provincia Tizi Ouzou, Algeria.
Populația comunei este de 16.847 de locuitori (2008).